# Windows100%
Windows100%（ウィンドウズひゃくパーセント）とは日本のDVD-ROM付きコンピュータ情報誌である。晋遊舎から毎月13日に発売されていた。兄弟誌にiP!がある。1998年10月13日（1998年11月号）創刊、2017年6月13日（2017年7月号）最終号。通巻225号。
略称はWin100。
現在のキャッチコピーは「Accelerated Your Windows Style!」。2000年3月号から2002年10月号までは「パソコンをもっとパーソナルにする遊べるCD-ROMマガジン!」、2002年11月号から2003年4月号までは「パソコンをもっと楽しくするウィンドウズ情報誌!」、2003年5月号以降は「遊んで学べるウィンドウズ情報誌!」も併せて使用している。

## 概要
- 毎月誌面と連動したDVD-ROMが付属する（創刊以来ずっと付属しているが特別付録の扱いとなっている）。創刊から2007年12月号まではA・Bの2枚のCD-ROMが付属していた。付属DVD-ROM内には誌面で紹介しているフリーウェア（フリーソフト）のアーカイブやそれらの配布サイトへのリンク、アダルトゲームの体験版などが収録されている。
- 知識に乏しい初心者への配慮として分かりやすく書かれてある。
- 2007年2月号で通巻100号を達成した。その100号には、Windows100%編集部オリジナルのOSと謳った「KNOPPIX Windows100% Edition」が付属した。2007年4月号の読者投票によるとベストコーナー2位となっている。
- Boot!・Windows100% SUPER・Linux100%など、Windows100%から派生した雑誌もある。が、Windows100% SUPERは休刊中である。
- 人気コーナーである「GIMPの教科書。」をまとめたムック本が3冊出版されている。ムック本にはGIMPの教科書をまとめた内容のほかに、オリジナル講座も掲載されている。
- MikuMikuDance（MMD）の基本的な使用法やオリジナルモデルを掲載した連載「MMD講座」の総集編ムックも7冊刊行されている。
- なお、1996年7月にも「創刊準備号」として発刊されている。

## 外観
- 表紙には毎月異なるキャラクターが描かれており、他のコンピュータ情報誌とは一線を画している。2002年11月号からはイラストレーター福田武比呂によるキャラクター目印となっている。
- 表紙のバックカラーは、1998年11月号創刊号から白や月ごとに違うカラー色などを採用されていたが、2004年8月号以降は銀色がメインカラーとなっている。「Windows100%」のロゴデザインは、創刊以来変わっていない。

## 特集

### 傾向

#### 第一特集
- 創刊から数年は、特に特集の傾向と言ったものは見られなかったものの、近年はDVDコピー・エミュレータ・フリーソフト等が多い。2007年2月号によると、「特集1でとりあげる内容はわりと王道。ワンテーマものから数をそろえた数物など、パソコンを使ってすぐに、そして本当に楽しめるものばかり」とされている。近年は「～のすべて」・「完全保存版」などと謳うものも多い。

#### 第二特集
- 特に傾向は見られないが、どちらかと言うと好みが分かれる専門性の高いトピックスが多い。2007年2月号によると「特集2は少しマニアックなものが並ぶ。特殊でピンポイントなテーマを扱うことで、みんながパソコンを使って出来ることの幅が広がるとうれしいのだ」とされている。

#### 第三特集
- よりマニアックなことが多く、内容が絞られている。2007年2月号によると、「特集3は何でもアリ、編集部のやりたいことをやる!特に何もないときは読者が喜ぶテーマを特集。ゆえにアタリ・ハズレが大きいけど、そこはご愛嬌」とされている。

### 過去の特集

#### 第一特集
- 1998年11月号　DIGITAL CREATIVE　創造的ソフトウエアの世界
- 1998年12月号　今年の年賀状はパソコンで!!
- 1999年1月号　1999フリーウエアベスト100
- 1999年2月号　ゲームコレクション'99
- 1999年3月号　デスクトップカスタマイズ最前線
- 1999年4月号　フリーウエアで3DCG
- 1999年5月号　インターネットスタートガイド
- 1999年6月号　パワーアップメンテナンステクニック
- 1999年7月号　MP3バイキングスタジオ
- 1999年8月号　DIGITAL MOVIE FACTORY
- 1999年9月号　フリーウエアで楽しむ魅惑のフォトレタッチ
- 1999年10月号　DIGITAL SOUND SUPER HUNDBOOK
- 1999年11月号　デジタルカメラ エンターテイメント
- 1999年12月号　これで完璧! クリスマスカード&年賀状
- 2000年1月号　WinLinux2000
- 2000年2月号　SUPER 3DCG
- 2000年3月号　定番フリーウエア十番勝負
- 2000年4月号  ゲームを作ろう!
- 2000年5月号　カスタマイズ天国
- 2000年6月号　MP3 パーフェクトガイド
- 2000年7月号　デジタルビデオ 超入門
- 2000年8月号　フォトレタッチスペシャル
- 2000年9月号　パソコンスピードアップ計画
- 2000年10月号　パソコンで楽しむ デジタルサウンドスペシャル
- 2000年11月号  今日から始めるデジタルカメラ極楽活用術
- 2000年12月号　パソコンで作る年賀状+クリスマスカード
- 2001年1月号　オンラインソフトグランプリ2001
- 2001年2月号　CD-R 自由自在
- 2001年3月号　デスクトップマスコットフェスティバル
- 2001年4月号  カスタマイズステーション
- 2001年5月号  速攻スタート!!! 超簡単3DCG
- 2001年6月号　パソコン便利化計画
- 2001年7月号　フリーウエア ミラクルフォトレタッチ
- 2001年8月号　デジタルムービーエンジョイBOOK
- 2001年9月号  定番ソフト最強マスターへの道
- 2001年10月号　電脳音楽ワクワクジャンキーズ
- 2001年11月号　疑問解決!! ホントはどうなの?XP
- 2001年12月号  クリスマスカード&年賀状作成講座
- 2002年1月号　一攫千金 目指せ億万長者
- 2002年2月号  徹夜必須!特盛ゲームスペシャル
- 2002年3月号  新世代 パソコンビデオ化宣言!
- 2002年4月号  パソコンでできる60のスゴイこと
- 2002年5月号  もっと遊べるデジタルカメラ
- 2002年6月号　これが世界の傑作ソフト! オンラインソフトEXPO2002
- 2002年7月号　XPカスタマイズ完全カタログ
- 2002年8月号　OpenOffice.org1.0日本語版!!
- 2002年9月号　目的別 フリーウエアコーディネート
- 2002年10月号  世界[奇ゲーム]大集合!
- 2002年11月号　タダソフトでパワーアップ!
- 2002年12月号　ノートPCはもっと便利になる!
- 2003年1月号　Mayaで極める3DCG
- 2003年2月号　DVDメディア完全活用ガイド
- 2003年3月号　多機能フリーウェアコレクション
- 2003年4月号　パソコン大誤解スペシャル!
- 2003年5月号　脱マイクロソフト宣言!
- 2003年6月号　このフリーウエアがすごい!
- 2003年7月号　Windowsカスタマイズ2003
- 2003年8月号　こんなソフトがあったのか!!
- 2003年9月号　パソコン新常識55+α
- 2003年10月号　定番ソフト完璧マニュアル
- 2003年11月号　5周年特大号!
- 2003年12月号　フリーウエア人生DX
- 2004年1月号　DVDコピー白書2004
- 2004年2月号　パソコン超無料スペシャル50+α
- 2004年3月号　ススメ!動画新生活
- 2004年4月号　春のパソコン新常識60+α
- 2004年5月号　このフリーウエアがすごい!!
- 2004年6月号　正しいパソコン生活
- 2004年7月号　大快造!劇的ビフォーアフター
- 2004年8月号　市販ソフトに異議アリ!!!
- 2004年9月号　コピーガード崩し48手
- 2004年10月号　ヤバいトラブル大解決!
- 2004年11月号　絶対抜ける48手
- 2004年12月号　ケータイハッキング!
- 2005年1月号　脱マイクロソフト宣言
- 2005年2月号　コピーツール虎の穴
- 2005年3月号　このフリーソフトがアツイ
- 2005年4月号　DVDコピーのすべて
- 2005年5月号　新裏ツール
- 2005年6月号　落とす!技術のすべて
- 2005年7月号　コピーツール外伝
- 2005年8月号　常識を裏返す48手
- 2005年9月号　フリーソフトのすごい使い方
- 2005年10月号　最速式
- 2005年11月号　MP3のすべて
- 2005年12月号　これがアツイ!!
- 2006年1月号　7周年特大号
- 2006年2月号　エミュレータのすべて!
- 2006年3月号　コピーダウンロード&エミュレータ
- 2006年4月号　DVDコピー完全版
- 2006年5月号　このフリーソフトがすごい!!
- 2006年6月号　動画のすべて
- 2006年7月号　マジで使える!!新技50
- 2006年8月号　違法サイトのすべて
- 2006年9月号　実践コピーテクニック!!
- 2006年10月号　みんなのWindowsはすごい!!
- 2006年11月号　動画&DVD究極のワザ
- 2006年12月号　究極ゲームコピー大全
- 2007年1月号　ダウンロード虎の穴
- 2007年2月号　最強テクニックのすべて
- 2007年3月号　人気アイテム極限カスタム!!
- 2007年4月号　新たなるDVDコピー全書
- 2007年5月号　スゴイソフト×スゴイ設定
- 2007年6月号　新・動画落とし
- 2007年7月号　音楽MP3[ハイ]テクニック
- 2007年8月号　無敵のエミュレータ×ゲームハック
- 2007年9月号　極限突破コピーガード崩し!!
- 2007年10月号　凄腕!職人テクニック
- 2007年11月号　違法ダウンロードのすべて!!
- 2007年12月号　超決算!最強ソフトまとめ!!
- 2008年1月号　地デジ+DVDハイデフコピー完全奥義!!
- 2008年2月号　マックmeetsウインドウズ
- 2008年3月号　SONY Hack!! ブルーレイ＆PS系コピー
- 2008年4月号　全ウインドウズ最強化まとめ！
- 2008年5月号　番組コピー×動画落とし!
- 2008年6月号　ハードディスク・テラ活用
- 2008年7月号　2008上半期ダウンロードサイト番付!!
- 2008年8月号　スゴイツール虎の穴!!
- 2008年9月号　コピーガード【神】崩し!!
- 2008年10月号　コピる×落とす×イジる 裏テク55
- 2008年11月号　すごいソフト the Best!!
- 2008年12月号　史上最大のゲームコピー特集!!
- 2009年1月号　DVDコピー×動画サイト完全攻略!!
- 2009年2月号　晒す!! ダウンロード48手
- 2009年3月号　MP3ファイル究極の3段活用
- 2009年4月号  ウインドウズ最強化のすべて!!
- 2009年5月号　抜けるコピーツールまとめ!!
- 2009年6月号　スゴイツール合体技!!
- 2009年7月号　DVDコピーVSダウンロード!!
- 2009年8月号　ノーマネー虎の穴 完全無料PC技50
- 2009年9月号　Google+Appleツールのスゴイ使い方
- 2009年10月号　必ず使える!フリーソフトの新殿堂
- 2009年11月号　XP & Vista ファイナルカスタマイズ
- 2009年12月号　オールアバウトダウンロード!!

#### 第二特集
- 2002年1月号　読者ビッグプレゼント
- 2002年2月号　ギャンブル探偵団
- 2002年3月号　Bland-New ゲーム・リポート
- 2002年4月号　Go!Go!HSPプロジェクト-スケジューラを完成させよう
- 2002年5月号　Go!Go!HSPプロジェクト-RPGを作ろう!
- 2002年6月号　フォントで楽しむパソコンライフ
- 2002年7月号　気分別おすすめフリーゲーム20
- 2002年8月号　パソコン科学工房
- 2002年9月号　プリンタ「新」活用術
- 2002年10月号　デジタル読書のススメ
- 2002年11月号　落とす!技術
- 2002年12月号　プリンタいらずのパソコン年賀状
- 2003年1月号　Real one Player.VS.Windows Media Player9
- 2003年2月号　フリーウエアで[脳力]アップ!
- 2003年3月号　パソコン⇔ケータイ最強連携テクニック
- 2003年4月号　最強ゲーム100連発!
- 2003年5月号　大改造!!ビフォーアフター
- 2003年6月号　"萌やし系"デスクトップキャラクターを探せ!
- 2003年7月号　パソコン遠隔操作のススメ
- 2003年8月号　パソコン科学工房
- 2003年9月号　絶対!Windows98宣言
- 2003年10月号　ブランドウエア
- 2003年11月号　デジタル写真集小倉優子
- 2003年12月号　フリーゲーム大国ニッポン
- 2004年1月号　Excel&Word特選パワーアップソフト88
- 2004年2月号　だからやめとけ!ファイル共有
- 2004年3月号　PCギャンブル大作戦!
- 2004年4月号　ぼくのパソコンを守って!2004
- 2004年5月号　Win100未来研究所
- 2004年6月号　無料でFlashを作ろう!
- 2004年7月号　なんにもしてないをしてるんだよ
- 2004年8月号　DVDコピーNews
- 2004年9月号　裏ツールのウラの裏
- 2004年10月号　エンコの達人
- 2004年11月号　はじめてのDVDコピー
- 2004年12月号　究極のデスクトップを創るSamurize
- 2005年1月号　裏・常識2004→2005
- 2005年2月号　デザイナーズデスクトップ2005
- 2005年3月号　パソコン大誤解
- 2005年4月号　これがブランドソフトだ!
- 2005年5月号　本当はスゴイ!!!!フリーソフト30+α
- 2005年6月号　iPod maniax
- 2005年7月号　stylish freesoft catalogue
- 2005年8月号　DVDコピー実験室
- 2005年9月号　エミュ通　奪還スペシャル
- 2005年10月号　デジ×ワル
- 2005年11月号　コピーガード完全破壊の書
- 2005年12月号　PSPゲームコピー完全版
- 2006年1月号　このフリーソフトがものすごいSP
- 2006年2月号　デザイナーズ・デスクトップ Edition2006
- 2006年3月号　流出版インテルMac100%
- 2006年4月号　落とす!世界違法サイト100
- 2006年5月号　エミュ通モバイル
- 2006年6月号　はじめてのコピーツール
- 2006年7月号　USBデバイスからXPを起動させる方法
- 2006年8月号　MP3を30倍楽しむ方法
- 2006年9月号　PC大誤解51
- 2006年10月号　ファイル王者共有キング
- 2006年11月号　最新・最強フリーソフト宣言!!
- 2006年12月号　スグわかる!!Brand-New TOPICS
- 2007年1月号　デジタル音楽最新事情
- 2007年2月号　Vistaの真実
- 2007年3月号　USBメモリスーパーテクニック
- 2007年4月号　デジタル流行ジャンク
- 2007年5月号　Wii・PS3・XBOX360完全コピーへの道
- 2007年6月号　アングラに生き抜く術
- 2007年7月号　人気ハード 裏ワザ&ウワサ 50+α
- 2007年8月号　最適セカンドマシンの作り方
- 2007年9月号　デジカメ＆ケータイのもっとスゴイ使い方
- 2007年10月号　トラブルSOS 大解決
- 2007年11月号　新ツールベスト30
- 2007年12月号　高い理由安いワケ 年末番外編 人気ハードコレが買い!!
- 2008年1月号　アカデミックパック
- 2008年2月号　絶対抜けるコピーツール極
- 2008年3月号　パソコンでやれる50のスゴイこと!!
- 2008年4月号　ダウンロードツール虎の穴+無法サイト
- 2008年5月号　最新!ウル技ゲームコピー
- 2008年6月号　はじめての地デジ&ブルーレイ
- 2008年7月号　凄いツールでWindows見直しセットアップ!
- 2008年8月号　はじめての自作・増設テクニック
- 2008年9月号　ノートPC最強Style!!
- 2008年10月号　XP最強化 プラチナ保存版
- 2008年11月号　ハードウェア裏テクBest!!
- 2008年12月号　フリーソフトで神ワザ!
- 2009年1月号　人気商品ココが買い!ココが地雷!
- 2009年2月号　USB+HDDウルトラテクニック!
- 2009年3月号　脱・もっさりPC 高速化と重いワケ
- 2009年4月号  大攻略スマッシュエミュレーターズ
- 2009年5月号　パソコン大誤解SP 2009
- 2009年6月号　PSP・PS3裏テク総まとめ
- 2009年7月号　これだけは入れておきたい フリーソフト番付!!
- 2009年8月号　最安×最強 自作マシンの作り方
- 2009年9月号　最強化チート×高速化チート
- 2009年10月号　誰でもできる!ネット錬金術のすべて
- 2009年11月号　徹底比較 BestBuy
- 2009年12月号　Firefox 最強化計画

#### 第三特集
- 2002年11月号　ネットコミュニケーション新時代
- 2002年12月号　「WinMX」最新事情「落とす」!技術
- 2003年1月号　右クリックしろ!!
- 2003年2月号　デジカメ写真活用術
- 2003年3月号　仮想ディスク作成講座
- 2003年4月号　パソコン⇒AVマシン進化論
- 2003年5月号　アナログ⇒デジタル変換テクニック!
- 2003年6月号　学習ソフト46
- 2003年7月号　Windowsスキルアップ予備校
- 2003年8月号　電脳心霊ファイル
- 2003年9月号　最強データベース活用術
- 2003年10月号　必ずわかるファイル共有講座
- 2003年11月号　GIMP&Blenderスタートアップガイド
- 2003年12月号　DIGI-LIFE STYLE
- 2004年1月号　パソコン紙工房
- 2004年2月号　恋するパソコン
- 2004年3月号　極めろ!CD-R活用奥義
- 2004年4月号　windowsスキルアップ予備校スペシャル
- 2004年5月号　無料で極めろ!超絶Flash作成術
- 2004年6月号　フリーウエア進化論
- 2004年7月号　音楽コピー大全
- 2004年8月号　熱いぜ!夏ゲーム!!
- 2004年9月号　勝ち組チェック!
- 2004年10月号　動画編集マニアックス
- 2004年11月号　裏・検索術
- 2004年12月号　MP3パーフェクトガイド2005!!
- 2005年1月号　実録!!ハッキングツール事件簿
- 2005年2月号　はじめてのエミュレータ
- 2005年3月号　メールの達人
- 2005年4月号　ワンクリック詐欺を追え!
- 2005年5月号　掲示板ノ歩キ方
- 2005年6月号　はじめてのGIMP
- 2005年7月号　パソコン業界噂の真相
- 2005年8月号　デザT。
- 2005年9月号　奪還スペシャル
- 2005年10月号　マイクロソフト噂の真相
- 2005年11月号　windows+Linux最強論
- 2005年12月号　デザイナーズ年賀状
- 2006年1月号　パソコン健康診断
- 2006年2月号　マジで使えるフリーソフト
- 2006年3月号　検索のチカラ
- 2006年4月号　Bootable Windows
- 2006年5月号　Winnyウイルスで日本終了。
- 2006年6月号　高い理由、安い理由
- 2006年7月号　スマートデスクトップ
- 2006年8月号　ネッチリ夏祭り
- 2006年9月号　ソフトウエア総研
- 2006年10月号　玄人危機探偵団
- 2006年11月号　裏WEB2.0
- 2006年12月号　ハードディスクスーパーテクニック
- 2007年1月号　セキュリティ鉄の掟2007
- 2007年2月号　Designer's Desktop Collection 2007
- 2007年3月号　ファイル共有白書2007
- 2007年4月号　Mac Hack
- 2007年5月号　画像を30倍楽しむ方法
- 2007年6月号　ゆとり式ビジネスWindows
- 2007年7月号　ファイアーフォックス×サンダーバード 完全マスター
- 2007年8月号　コレカラアツイ!　新ツールガイド
- 2007年9月号　鋼のセキュリティ
- 2007年10月号　フォントアカデミー
- 2007年11月号　暴かれた! ネットバカの深層
- 2007年12月号　高い理由安いワケ 年末番外編 人気ハードコレが買い!!
- 2008年1月号　活DSマジコン
- 2008年2月号　スーパーエミュレータDS+PS2ターボ
- 2008年3月号　LimeWireで小悪魔ファイル共有
- 2008年4月号　デジ絵を描こう!
- 2008年5月号　強化プラグイン集
- 2008年6月号　遊びをクリエイトするソフト
- 2008年7月号　逆襲のPSP 完全裏マスター
- 2008年8月号　中国 無法の祭典
- 2008年9月号　満点フリー素材10000
- 2008年10月号　3D少女の作り方
- 2008年11月号
- 2008年12月号　最強Googleのすべて
- 2009年1月号　最凶2ちゃんねるのすべて
- 2009年2月号　プロが教えるグラフィック
- 2009年3月号　YouTubeを30倍楽しむ方法
- 2009年4月号  遊ぶデジカメ・一眼レフ!!
- 2009年5月号　アニメ・ダウンロードの全貌
- 2009年6月号　熟成!!パーフェクトダークのすべて
- 2009年7月号　マル裸! 地デジ裏入門
- 2009年8月号　ダウンロード違法化大決定SP
- 2009年9月号　フリーソフトでWindowsスッキリ!!
- 2009年10月号　デスクトップを美しくする10の法則
- 2009年11月号　はじめての音楽コピー×動画コピー
- 2009年12月号　無料で作るオリジナル年賀状2010 -寅-

## おもな連載コーナー

### 傾向
- 主に一般のパソコン利用者向けの内容で構成されているが、海外のMP3ファイルやゲームソフトのROMファイルを違法にアップロードしてあるサイトへのリンクやDVDのコピーガード解除に使われるフリーソフトの使用方法など、著作権侵害を助長する内容の掲載もされている。
- 誌面にコーナーの読者ランキングがあるが、各アダルトコーナーはワーストの常連である。ただ一度「美少女ゲーム通信」が2006年6月号で中止になったとき、アダルトコーナー好きから不満が噴出したため次号ではコーナーを新調して復活させている。
- なお、2007年3月号の誌面リニューアルにより同誌のモノクロページ以降にあった人気が分かれるアダルトコーナーもモノクロページの前に移動した。

### カラーページ

#### DISC-NAVI
- 2007年4月号に100% Navigatorに代わってできたコーナー。Windows100%のコーナーについて簡単に説明している目次。

#### ニュースkwsk
- 話題のトピックスについて扱う2006年にできたコーナー。ページは黄色が基調。かつてあったヒャクシキのX-FILE（個人情報の流出について扱うコーナー）を受け継いでいる。

#### Online Software TOPICS
- 近日アップデートがあったソフトウェアや新生ソフトウェアの解説を行うコーナー。

#### 高い理由・安いワケ
- 2006年11月号で誕生したコーナー。市販されているパソコン周辺機器の賢い選び方を専門家が解説。2006年11月号のみ「高い理由、安い理由」となっている。読者ランキングでは好評のようである。

#### パーツおやじ
- 2008年1月号で誕生したコーナー。パソコンパーツの取り付けを解説。開始当初のキャラクターはバカボンのパパに似ていた（解説文も口癖が入っていた程）が、問題があったのか数ヵ月後にはリアルな作業着風の男性にデザインが変更されている。

#### プロジェクトJ
- ジャンクパーツについてのコーナー。当初は単発企画であったが、のちにレギュラー化する。「ジャンク」をもじって映画やドラマの登場人物や特定の実在する人物がモチーフになっており、カテゴリーごとに某海賊によく似た「ジャンク・スパロウ」、24時間戦う男に似た「ジャンク・バウアー」、がっちりした体のジャンクロード・ハンダムがおもに解説する。また最近では瀬戸内じゃんくちょうやコーナー名の由来となった本家本元（？）のジャンキー・チェンまで登場している。

#### GAME OF DEATH☆死亡遊戯
- 2007年3月号で誕生したコーナー。しばしば休みとなる。
- 昔の家庭用ゲームのエミュレータについて扱うコーナー。エミュレータでの遊び方などを解説。。

#### 違法サイト探偵・ガサイレ
- 2008年1月号で誕生したコーナー。
- 違法サイトの実態を詳しく解説。

#### スーパーGIMP塾
フリーソフトGIMPを使って写真の加工を行うコーナー。「GIMPの教科書。」となったときもある。

#### このソフトがスゴイ!
- 1つの便利な・多機能なソフトウェアを深く解説するコーナー。しばしば特集との連動で休みになる。

#### +Linux：プラスリナックス
- 2007年8月号で誕生したコーナー。その名のとおりLinuxについて解説しているが、別冊の「Linux100%」が登場して以降は頻度が少なくなっている。

#### デスクトップStyle
- スタイリッシュなデスクトップの作り方を紹介するコーナー。アイコン、カーソル、壁紙、スクリーンセーバーなどのデスクトップパーツの紹介もしている。2006年7月号までは「Stylish Desktop Cafe」。

#### DVDコピーNews：DCN
- DVDをコピーするためのツールや、コピーできないと読者からタレ込みが入ったDVDの調査、新生コピーツールについての解説を行うコーナー。特集と連動して休みになることが多い。

#### 読者ビッグプレゼント
- 読者へのプレゼントが載っているページ。プレゼントは主に誌面で紹介している美少女ゲームやパソコン周辺機器などである。

#### FreeGame a GO!GO!
- フリーゲームを毎月およそ30本紹介するコーナー。ゲームのジャンルは特に問わない。海外ゲームも紹介。2007年7月号で紙面一新。2007年10月号から場所が移動。

#### ニコニコYouTubeガイド
- その名のごとく、大人気動画共有サイトYouTubeとニコニコ動画の動画を紹介するページ。毎月ジャンルに沿って紹介されている。

#### モエゲータウン
- 2008年1月スタートしたフリーのアダルトゲームを紹介するコーナー。コーナー名の由来はモバゲータウンのもじっている。

### モノクロページ

#### ネットホットチリペッパー
- インターネットで話題となったことなどを紹介するページ。 2ちゃんねるのニュース速報板やニュース速報(VIP)板から派生したネタをまとめているため一部から「媚びている」という批判も聞かれる。最近では「2ch全AAイラスト化計画」の管理人である「まそ」氏を挿絵イラストレーターとして起用している。

#### 新着厳選フリーソフト
- さまざまなジャンルのフリーソフトを紹介するページ。毎月およそ70程度紹介している。

#### 美少女Excel
- 美少女とは言いがたいOLのキャラクターが登場しているEXCELの使い方を紹介しているコーナー。ある政治家にそっくりな上司も登場する。

#### News Scan
- 各メーカーの新製品や注目のホームページを紹介する広告ページ。

#### 窓際 読者のページ
- はがきに寄せられた読者からの質問・要望などに答えるページ。そのほかに、コーナーの読者ランキングなども載っている。

#### Win100 DVD-ROM基礎講座
- 付属DVD-ROMの使い方を説明するコーナー。

#### Editor's Note/Back Number
- 編集者の一言やバックナンバーについて説明されているページ。

### その他
- その他、時々話題のトピックスを扱うコーナーができることがある（ナンバーポータビリティー・Windows Vista、地上デジタルテレビ放送など）。